# Mezia
Mezia é um género botânico pertencente à família Malpighiaceae.

## Espécies
| - Mezia angelica W.R.Anderson - Mezia araujoi Nied. - Mezia beckii W. R. Anderson - Mezia curranii W. R. Anderson - Mezia huberi W. R. Anderson | - Mezia includens (Benth.) Cuatrec. - Mezia mariposa W. R. Anderson - Mezia rufa W. R. Anderson - Mezia russellii W. R. Anderson - Mezia tomentosa W. R. Anderson |